# Stichopogon argenteus
Stichopogon argenteus là một loài ruồi trong họ Asilidae. Stichopogon argenteus được Say miêu tả năm 1823. Loài này phân bố ở vùng Tân Bắc giới.